# Pilar Beiro
Pilar Beiro Rodríguez (n. Canedo, Carnota, 1958) es una poeta, y animadora gallega.

## Trayectoria
Posee una licenciatura en Ciencias Económicas, y es profesora de enseñanza media.
Comenzó su actividad literaria, colaborando con "Batallón Literario de la Costa de la Morte", en las publicaciones Rumbo ás Illas y Nós, 1997. Participó en el libro colectivo Xuro que nunca volverei pasar fame (2003) elaborado po las Redes Escarlata, organización de la que también es miembro.

## Obras
- Bingo. Sotelo Blanco Ediciones, 88 pp. 2007

- Erín Moure, et al. Teatriños ou Aturuxos calados. Volumen 53 de Dombate (Galaxia). Editorial Galaxia, 147 pp. ISBN 8498650054 artículo en línea

- Hinterland. Ediciones Positivas, 88 pp. 1999